# Musca scolopacina
Musca scolopacina är en tvåvingeart som först beskrevs av Charles Joseph de Villers 1789.  Musca scolopacina ingår i släktet Musca, ordningen tvåvingar, klassen egentliga insekter, fylumet leddjur och riket djur.
Artens utbredningsområde är Frankrike. Inga underarter finns listade i Catalogue of Life.